# Thaumatocrinus rugosus
Thaumatocrinus rugosus is een haarster uit de familie Pentametrocrinidae.
De wetenschappelijke naam van de soort werd, als Decametocrinus rugosus, in 1908 gepubliceerd door Austin Hobart Clark. Materiaal waarop de naam is gebaseerd, een enkel specimen, werd verzameld in de nacht van 6 op 7 augustus 1902, 11 mijl oostelijk van Moku Manu (Hawaï), van een diepte tussen de 762 en 1000 vadem (1394 - 1828 meter). Dit holotype draagt nummer USNM 22682.
De soort is relatief groot, met negen ongedeelde armen van tussen de 20 en 25 centimeter lang. Hij heeft een afgeplat borststuk van 9 millimeter breed.
De soort is ernstig bedreigd in zijn voortbestaan volgens de onderzoeksgroep van de Universiteit van Hawaï.